# Groene Harttunnel
De Groene Harttunnel is een geboorde spoortunnel in het Groene Hart van de Nederlandse Randstad, gelegen tussen Leiderdorp en Hazerswoude. De tunnel maakt deel uit van het spoortraject HSL-Zuid, de hogesnelheidslijn tussen Schiphol en Antwerpen. Hij werd in 2005 geopend.
De tunnel begint bij Leiderdorp bij het riviertje de Does in de Bospolder  en komt weer boven de grond bij de buurtschap Westeinde in Hazerswoude-Dorp. 
De hogesnelheidstrein passeert de tunnel, die bestaat uit een buis met een diameter van vijftien meter en een lengte van ruim zeven kilometer, in ongeveer anderhalve minuut. De tunnelbuis is in twee delen gesplitst door een betonnen tussenmuur, waardoor de sporen voor beide richtingen ieder in een compartiment liggen.

## Bouw
De tunnelboormachine Aurora (naar de Romeinse godin voor dageraad) die voor de bouw van de tunnel gebruikt is, was toen ter tijd de grootste ter wereld. De machine is 120 meter lang en weegt 3.300 ton. Hij boorde met een snelheid van negen meter per dag de tunnel. Direct na het boren werd de tunnel gebouwd van betonnen tunnelelementen die 14,5 ton per stuk wegen en 0,60 meter dik zijn. Tien segmenten vormen een gesloten ring. De bouw ging zeven dagen per week door, materiaal werd aangeleverd via het tunneldeel dat reeds klaar was door vrachtwagens met cabines aan beide kanten omdat ze niet konden keren in de tunnel. Voor de veiligheid is er in de tussenmuur van de tunnel om de 150 meter een vluchtdeur.
Naar de tunnelboormachine is verzorgingsplaats Aurora aan de A4 genoemd.

## Kerngegevens
- Lengte toerit bij Leiderdorp: 713 meter
- Lengte toerit bij Hazerswoude: 768 meter
- Diameter boorschild: 14,87 meter
- Diepteligging tunnel: ongeveer 30 meter onder NAP
- Betonnen scheidingswand: 10 meter hoog en 0,45 meter dik

## Naam
De tunnel dankt zijn naam aan het Groene Hart, het gebied waarin hij is aangelegd om het typische weidelandschap niet te veel te verstoren. In de aanloop naar de bouw werd de tunnel ook wel gekscherend de Gekke-koeientunnel genoemd, een verwijzing naar zowel de op dat moment veel in het nieuws zijnde gekkekoeienziekte als het feit dat de tunnel slechts onder weilanden door gaat om het landschap te sparen — in die tijd een noviteit.

## Kruisingen
De tunnel gaat onder een groot aantal weilanden door, maar daarnaast ook onder enkele riviertjes of slootjes en wegen en spoorwegen. Er zijn zeven schachten in de tunnel. Drie daarvan zijn lucht- en toegangsschachten, die om de twee kilometer gepositioneerd zijn en het mogelijk te maken om te vluchten bij calamiteiten. Daarnaast zijn er twee luchtschachten en twee lucht- en toegangsschachten ter hoogte van de bedieningsgebouwen bij de noordelijke en zuidelijke toeritten. De luchtschachten zijn nodig om de luchtdrukverschillen te vereffenen, veroorzaakt door de hoge snelheid van de trein die door de tunnel gaat. Van noord naar zuid gaat de tunnel onder de:
- rivier de Does
- Lucht- en toegangsschacht Achthoven
- Ruigekade
- Achthovenerweg
- Jaagpad
- rivier Oude Rijn
- Rijndijk
- Hoogeveensche Vaart
- Groenendijksepad
- Groenestein
- Spoorlijn Woerden - Leiden
- N11
- Lucht- en toegangsschacht N11
- Groenedijksepad
- water Padesche Wetering
- Lucht- en toegangsschacht Bent
- water Tweede Tocht
- Westeinde
- Cees Erkelenspad

## Afbeeldingen

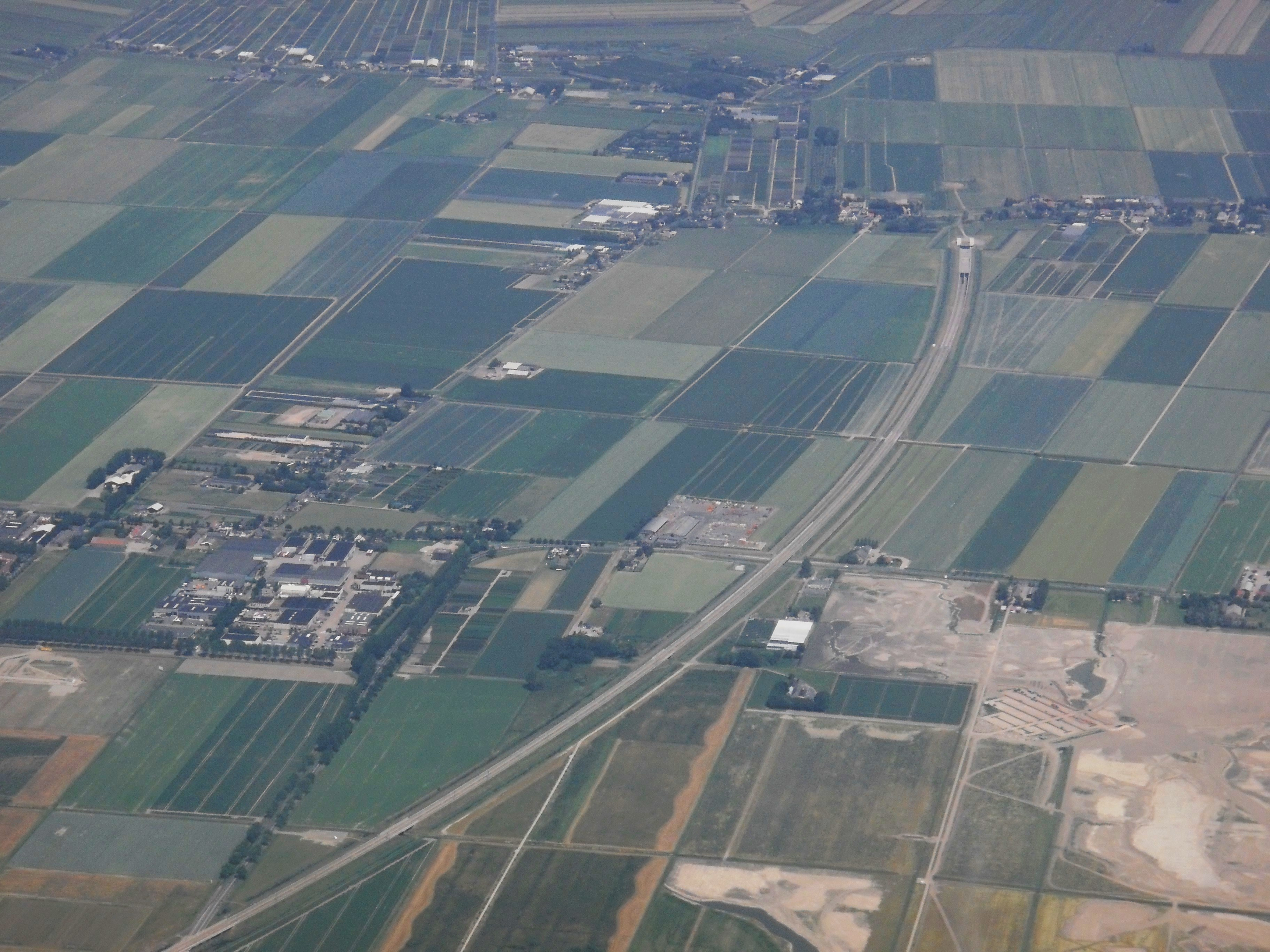
Tunnel nabij Hazerswoude
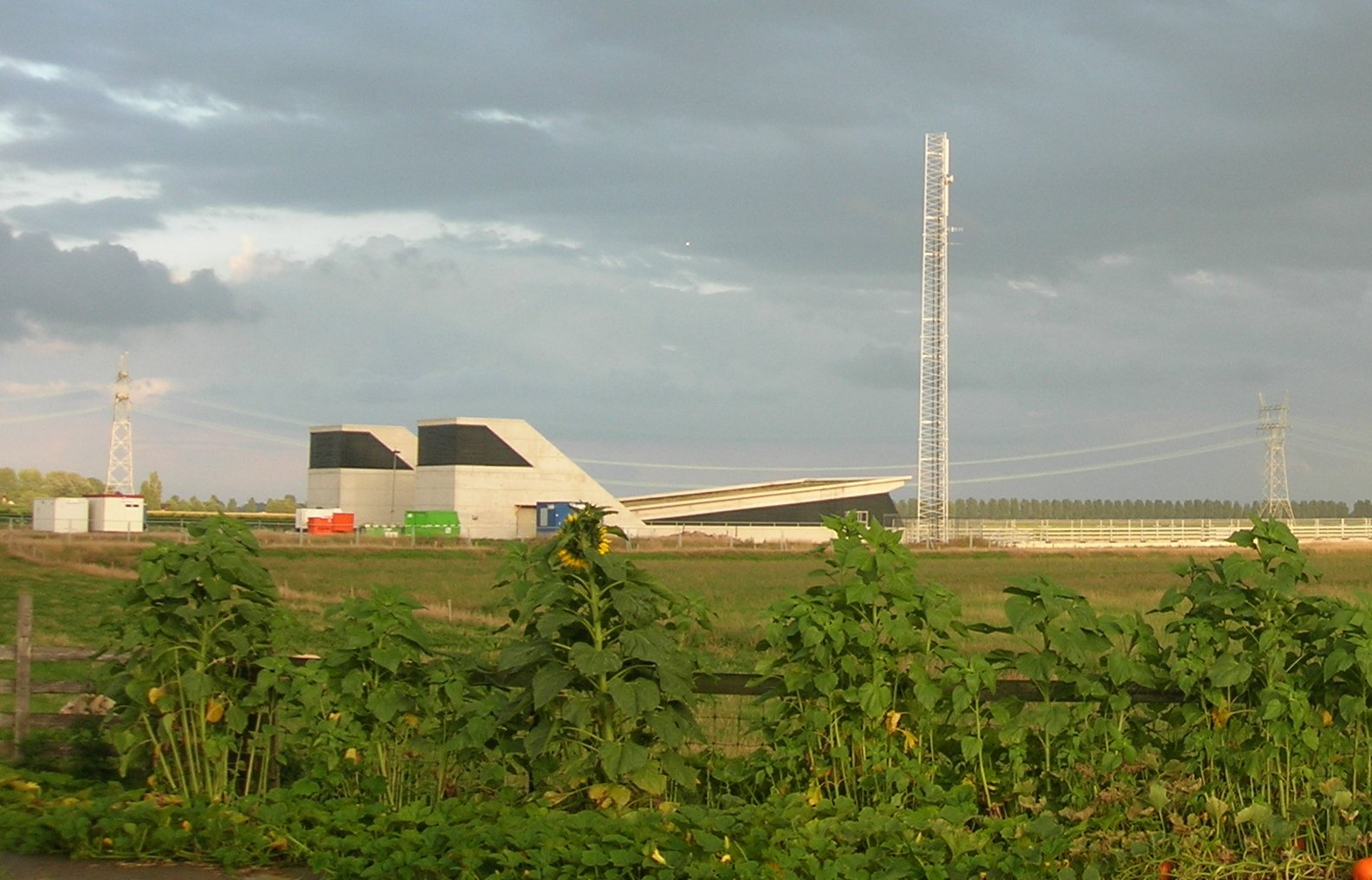
Ingang bij Westeinde